# Communes de la province de Caserte
- Haut – A
- B
- C
- D
- E
- F
- G
- H
- I
- J
- K
- L
- M
- N
- O
- P
- Q
- R
- S
- T
- U
- V
- W
- X
- Y
- Z

## A
- Ailano
- Alife
- Alvignano
- Arienzo
- Aversa

## B
- Baia e Latina
- Bellona

## C
- Caianello
- Caiazzo
- Calvi Risorta
- Camigliano
- Cancello e Arnone
- Capodrise
- Capriati a Volturno
- Capoue
- Carinaro
- Carinola
- Casagiove
- Casal di Principe
- Casaluce
- Casapesenna
- Casapulla
- Caserte
- Castel Campagnano
- Castel Morrone
- Castel Volturno
- Castel di Sasso
- Castello del Matese
- Cellole
- Cervino
- Cesa
- Ciorlano
- Conca della Campania
- Curti

## D
- Dragoni

## F
- Falciano del Massico
- Fontegreca
- Formicola
- Francolise
- Frignano

## G
- Gallo Matese
- Galluccio
- Giano Vetusto
- Gioia Sannitica
- Grazzanise
- Gricignano di Aversa

## L
- Letino
- Liberi
- Lusciano

## M
- Macerata Campania
- Maddaloni
- Marcianise
- Marzano Appio
- Mignano Monte Lungo
- Mondragone

## O
- Orta di Atella

## P
- Parete
- Pastorano
- Piana di Monte Verna
- Piedimonte Matese
- Pietramelara
- Pietravairano
- Pignataro Maggiore
- Pontelatone
- Portico di Caserta
- Prata Sannita
- Pratella
- Presenzano

## R
- Raviscanina
- Recale
- Riardo
- Rocca d'Evandro
- Roccamonfina
- Roccaromana
- Rocchetta e Croce
- Ruviano

## S
- San Cipriano d'Aversa
- San Felice a Cancello
- San Gregorio Matese
- San Marcellino
- San Marco Evangelista
- San Nicola la Strada
- San Pietro Infine
- San Potito Sannitico
- San Prisco
- San Tammaro
- Sant'Angelo d'Alife
- Sant'Arpino
- Santa Maria Capua Vetere
- Santa Maria a Vico
- Santa Maria la Fossa
- Sessa Aurunca
- Sparanise
- Succivo

## T
- Teano
- Teverola
- Tora e Piccilli
- Trentola-Ducenta

## V
- Vairano Patenora
- Valle Agricola
- Valle di Maddaloni
- Villa Literno
- Villa di Briano
- Vitulazio